# Талица (приток Усьвы)
Талица (в верховьях Северная Талица) — река в Губахинском муниципальном округе и Чусовском городском округе Пермского края, приток Усьвы. Впадает в Усьву справа в 64 км от её устья. Длина реки 19 км.

## География
Истоки в 3,6 км юго-западнее посёлка Нагорнский, на высоте 278 метров над уровнем моря. Течёт преимущественно на юг по горному рельефу, часто меняя направление течения. Основной приток — Западная Талица (впадает в Северную Талицу справа в 4,4 км от устья). Талица впадает в Усьву недалеко от скал Камень Омут и Камень Стрельный.
В верхнем течении — Талицкая арка: карстовая арка в одной из скал, остатки обвалившейся пещеры.

## Данные водного реестра
По данным государственного водного реестра России, река относится к Камскому бассейновому округу, бассейн реки Кама, подбассейн — Кама до Куйбышевского водохранилища (без бассейнов рек Белой и Вятки), водохозяйственный участок реки — Чусовая от в/п пгт. Кын до устья. Код объекта в государственном водном реестре — 10010100712111100011511.